# Императорский малюр
Королевский новогвинейский малюр (лат. Malurus cyanocephalus) — вид птиц семейства малюровых. Выделяют три подвида. Распространены на Новой Гвинее и близлежащих островах. 

## Описание
Королевский новогвинейский малюр достигает длины 13—16 см и массы 12—17 г, и является одним из самых крупных представителей рода расписных малюров. У взрослых самцов номинативного подвида макушка светло-голубого цвета. Лоб, уздечка и боковые части головы до узкого воротничка чёрные. Верхняя часть спины, а также лопатки и верхние кроющие перья хвоста тёмно-бирюзового цвета, а нижняя часть спины иссиня-чёрная. Верхняя часть крыльев и хвоста черноватые с голубоватым оттенком. Горло и нижняя часть тела тёмно-синего цвета. Радужная оболочка тёмно-коричневая, клюв чёрный и тёмно-серовато-коричневые ноги. У взрослых самок окраска головы похожа на таковую у самцов, верхняя часть тела каштановая, нижняя часть тела белая, горло тёмно-синее, а хвост черный с беловатыми кончиками. У них также более светлые ноги, а также более тусклая макушка. Молодые особи похожи на самок, но имеют тёмную голову, ржаво-коричневую верхнюю часть тела и полностью белую нижнюю часть тела. Подвид M. c. mysorensis немного отличается по внешнему виду от номинанта: его макушка кобальтово-синяя, а не светло-голубая, а подвид M. c. bonapartii немного темнее других подвидов.

## Подвиды и распространение
Выделяют три подвида:
- Malurus cyanocephalus bonapartii (Gray, 1859) — юг Новой Гвинеи и острова Ару
- Malurus cyanocephalus cyanocephalus (Quoy & Gaimard, 1830) — северо-запад и север Новой Гвинеи
- Malurus cyanocephalus mysorensis (Meyer, 1874) — острова Биак

## Места обитания и биология
Естественными местами обитания являются густые вторичные заросли на опушках леса, а также открытые участки в лесных массивах, берега рек, обочины дорог и заросшие сады. Встречается от уровня моря до высоты 1000 м над уровнем моря.
Королевский новогвинейский малюр питается членистоногими; в состав рациона входят жуки (Coleoptera), полужесткокрылые (Hemiptera), чешуекрылые (Lepidoptera), прямокрылые (Orthoptera) и пауки (Araneae). Собирает пищу с листьев и веток, обычно на высоте до 1 м от земли; кормится семейными группами.